# Кривоногов, Пётр Александрович
Пётр Александрович Кривоно́гов (8 [21] сентября 1910, Киясово, Вятская губерния — 22 августа 1967, Москва) — русский советский живописец-баталист, фронтовик, заслуженный деятель искусств РСФСР (1955), лауреат Сталинской премии (1949). Первый живописец, удостоенный Золотой медали имени М. Б. Грекова (1967). Майор. Член ВКП(б) с 1945 года.

## Биография
Пётр Александрович Кривоногов родился в 1910 году в селе Киясово Сарапульского уезда Вятской губернии (ныне — Республика Удмуртия)[1]. Несмотря на разночтения в источниках о дате рождения, поздние архивные исследования подтверждают годом рождения 1910 год, а датой — 21 сентября[2][3]. В источниках указываются разные даты рождения:
в БСЭ — 4 (17) октября 1911 года,
в ранних советских энциклопедиях — 8 (21) сентября 1911 года.
Согласно поздним архивным исследованиям, П. А. Кривоногов родился 8 (21) сентября 1910 года. Место рождения — село Киясово Вятской губернии (современная территория Удмуртии).
Начало XX века было неспокойным временем для России. В детстве Петра произошли революция 1917 года и Гражданская война. В годы гражданской войны погиб его отец, Александр Игнатьевич Кривоногов, погибший от рук «наводивших порядок»[1]. В 12 лет Пётр был отдан в батрачество, чтобы помочь прокормить многодетную семью, затем беспризорничал. С детства проявил способности к рисованию, в семилетнем возрасте нарисовал портрет младшего брата, а позднее — портрет В. И. Ленина, за который был награждён[1].
Осенью 1924 года оказался в городе Кинешме Ивановской области, где был определён в детский дом «Приёмник» (позднее ставший Кинешемской гимназией имени А. Н. Островского). Связь с родным домом прервалась на долгие годы. В Кинешме познакомился с профессиональным художником, выпускником Строгановского училища Сергеем Николаевичем Коковиным, который оказал влияние на его художественное развитие[1]. После окончания семилетней школы Кривоногов был принят в 1930 году на рабфак искусств при Академии художеств в Ленинграде. Рабочий факультет искусств готовил к поступлению в Академию художеств талантливую молодёжь, не получившую своевременно среднее образование[1]. Затем поступил в институт живописи, скульптуры и архитектуры Всероссийской академии художеств, его учителями были И. И. Бродский, П. А. Шиллинговский, К. Ф. Юон[1]. В 1939 году окончил Академию с отличием, дипломная работа, посвящённая походу Таманской армии по книге А. С. Серафимовича, осталась в постоянной экспозиции музея Академии.
В 1939 году призван в армию, в 1940 году был зачислен в Красноармейскую студию имени М. Б. Грекова. Служил в кавалерийской части под командованием генерала Л. М. Доватора, где также находилась Студия военных художников[1]. Великую Отечественную войну прошёл в действующих войсках от Москвы до Берлина, в составе Западного, 1-го и 2-го Украинских фронтов[1]. Член ВКП(б) с 1945 года. Майор.
Кривоногов умер 22 августа 1967 года. Похоронен в Москве на Пятницком кладбище.

## Награды и премии
- Орден Красной Звезды[2]. Создавал зарисовки и картины на фронте, часто работая в сложных условиях, «в разбомбленных траншеях, под аккомпанемент канонады»[3].
- Сталинская премия второй степени (1949) — за картину «Победа» (1948), занимает почётное место в московском Центральном музее Вооруженных Сил.[4]
- Золотая медаль имени М. Б. Грекова за лучшие произведения в изобразительном искусстве на военную тему. Первый живописец, удостоенный данной награды (была учреждена в 1967 году).
- Заслуженный деятель искусств РСФСР (1955).

## Память
8 августа 1997 года в селе Киясово открыт музей П. А. Кривоногова, основная часть экспозиции которого посвящена его работам.

## Произведения

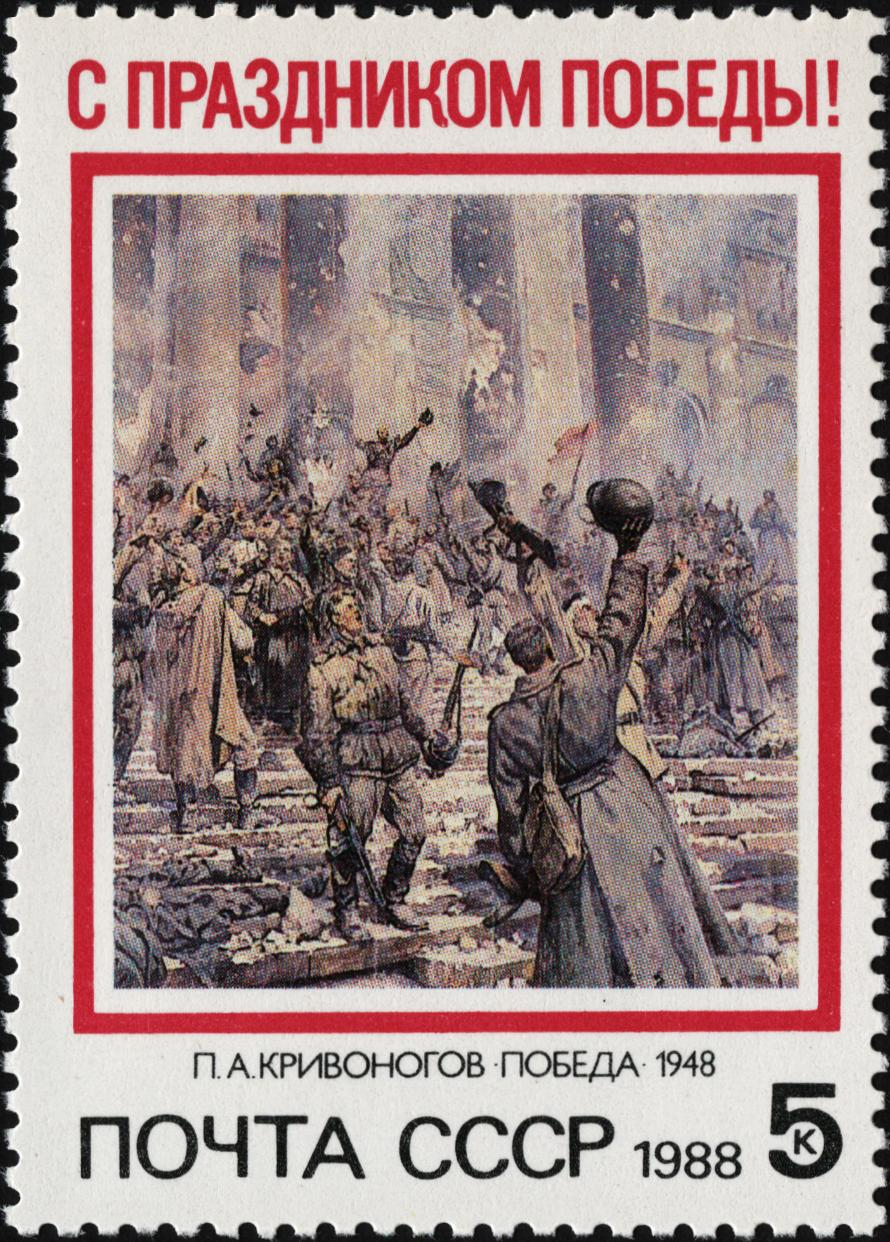
«Победа» (1948). Почтовая марка СССР 1988 года

Среди наиболее известных произведений художника:
«Зверства в Речице» (1942). Картина отражает реальный случай, когда фашисты, не сумев сломить оборону советских войск, прикрывались живым щитом из женщин и детей деревни Речица Калужской области. На переднем плане изображены мирные жители, гонимые под дулами автоматов, среди них — пожилые люди и матери с детьми. На снегу лежит убитая женщина. За спинами мирных жителей — шеренга солдат вермахта. По замыслу художника, движение людей направлено вниз и в угол, что символизирует их погибель, а также намёк на гибель и самих немцев. Картина написана в тусклых серо-коричневых тонах, передающих трагизм и безысходность ситуации[1].
«В Волоколамске» («Не забудем, не простим! Волоколамск», «Волоколамск. Виселица») (1942). Картина основана на реальных событиях в освобождённом Волоколамске, где в центре города была обнаружена виселица с повешенными партизанами. Художник изобразил момент, когда тела казнённых уже сняты, а жители города собираются на площади, оплакивая погибших. В центре композиции — виселица, на перекладине которой остались обрывки верёвок. Командир танковой колонны, встав на танк, обращается к собравшимся. По выражению вдовы художника Е. Кривоноговой, композиция картины напоминает «снятие с креста»[1].
«Рейд Доватора» (1942). Картина посвящена подвигам кавалерийского корпуса генерала Л. М. Доватора, в котором служил Кривоногов в 1940 году. Генерал Доватор на белом коне возвышается над полем боя, где его кавалеристы разгромили немецкое подразделение. Повсюду — трупы немецких солдат и разбитая техника. Динамичные фигуры коней и всадников, заполняющие пространство картины, создают ощущение стремительной атаки и веры в победу[1].
«Корсунь-Шевченковское побоище» (1944). Картина изображает последствия разгрома немецко-фашистских войск под Корсунь-Шевченковским. Художник, побывавший на месте сражения, запечатлел «кладбище немецкой техники и трупов». На широкой ложбине среди холмов — множество тел погибших солдат вермахта, брошенное оружие и разбитая техника. Картина передаёт «торжественную тишину» поля боя, ставшего символом «непобедимой силы Советской армии». Мрачная серая цветовая гамма картины усиливает впечатление безжизненности и трагизма[1].
«17 февраля 1944 года в районе Корсунь-Шевченковска» (1944). Картина является дополнением к «Корсунь-Шевченковскому побоищу» и изображает дорогу отступления немецких войск, усеянную телами погибших и разбитой техникой. Композиция картины разделена на две части: земную, полную трагизма, и небесную, символизирующую величие и благословение победы. Художник с документальной точностью передаёт ужасы войны[1].
«Капитуляция фашистских войск в Берлине» («Капитуляция») (1946). На картине изображена колонна пленных немецких солдат, идущая на фоне поверженного Берлина. На первом плане — брошенные фашистские знамёна и оружие. Среди пленных выделяется фигура немецкого генерала с высоко поднятой головой. По сторонам дороги стоят советские солдаты-победители. Над рейхстагом развевается Знамя Победы, Бранденбургские ворота увенчаны флагами победителей. Картина символизирует триумф Красной армии и окончание войны[1].
«Победа» (1948). Одно из самых известных произведений художника, посвящённое взятию Рейхстага. На картине изображены советские солдаты, высыпавшие на ступени Рейхстага после объявления о капитуляции Берлина. Лица солдат, уставших, но счастливых, выражают радость победы и осознание завершения войны. Воины салютуют Победе, вскидывая оружие и флаги. Здание Рейхстага разрушено, из окон идёт дым и пламя. Картина наполнена «дымным» цветом Победы, передавая величие и суровую значимость исторического момента[1].
«На Курской дуге» (1949). Картина изображает поле Прохоровского сражения после «битвы гигантов». Пшеничное поле усеяно искорёженной техникой и телами погибших. В центре композиции — уцелевший телеграфный столб с оборванными проводами, символизирующий оборванные жизни. Мёртвая тишина поля боя контрастирует с заревом заката, подчёркивая трагизм сражения и величие подвига советских воинов[1].
«Советская Конница в боях под Москвой» (1949). Картина посвящена героическим рейдам кавалерии генерала Доватора в битве за Москву. На первом плане — уходящие вглубь следы колёс техники, приводящие взгляд зрителя к упавшему немецкому солдату, молящему о пощаде. На втором плане — стремительная атака кавалеристов во главе с Доватором. Динамика композиции и мастерство изображения «летящих» коней создают ощущение мощи и неудержимости советской конницы[1].
«Защитники Брестской крепости» (1951). Картина посвящена героической обороне Брестской крепости в начале Великой Отечественной войны. В ограниченном пространстве крепости красноармейцы отражают атаку врага. Вокруг — множество убитых немецких солдат и советских пограничников. В центре композиции — пустое пространство, ожидающее новой схватки. Слева надвигается новая волна атаки гитлеровцев, которых готовы встретить оставшиеся в живых защитники крепости. На дальнем плане — красный флаг СССР, символ стойкости и непоколебимости защитников[1].
«Брест. 1941 год» («Брестская крепость», «Последний защитник») (1956). Картина изображает одного из последних защитников Брестской крепости. В горящей красно-оранжевой атмосфере тесного перехода, раненый и измученный воин, вооружённый гранатами, готовится к последнему бою. Вокруг — разбитая техника и дым пожаров. Образ героя символизирует жертвенность и мужество защитников крепости[1].
«Поединок» (1964). Картина возвращает к событиям Курской дуги, но спустя много лет после войны. На горящем пшеничном поле, среди разбитой артиллерии и погибших бойцов, оставшийся в живых раненый советский солдат вступает в «поединок» с надвигающимся немецким танком. Связав гранаты, он идёт навстречу смертельной опасности. Картина воспевает самопожертвование советского солдата[1].
«Оборона Смоленска. 1812 год» (1966).
«Штурм Рейхстага» (1966).
«Комиссар крепости» («Комиссар Брестской крепости») (1967). Картина посвящена подвигу комиссара Брестской крепости Е. М. Фомина. Среди разрушенных зданий крепости, комиссар непоколебимо стоит на краю вырытой для него могилы. Внизу видны тени немецких солдат. Героический образ комиссара символизирует стойкость и бесстрашие защитников Отечества[1].
«Комдив Азин» (1967).